# Bulbul verdós dels Uluguru
El bulbul verdós dels Uluguru (Arizelocichla neumanni) és una espècie d'ocell de la família dels picnonòtids (Pycnonotidae). És endèmic de Tanzània. Els seus hàbitats principals són els boscos tropicals i subtropicals de frondoses humits de les terres baixes i de l'estatge montà, els matollars de muntanya tropicals i subtropicals i les àrees forestals fortament degradades. El seu estat de conservació es considera de risc mínim.